# خانه ورثه افلاطون نفیسی
خانه ورثه افلاطون نفیسی  مربوط به دوره قاجار است و در کرمان، منطقه بازار ـ کوچه مدنی ـ پلاک ۲ واقع شده و این اثر در تاریخ ۶ دی ۱۳۵۵ با شمارهٔ ثبت ۱۵۰۲ به‌عنوان یکی از آثار ملی ایران به ثبت رسیده است.